# Polo Giménez
Polo Giménez, nombre artístico de Rodolfo Lauro María Giménez (1904-1969) fue un compositor y pianista, intérprete de música folklórica de Argentina, identificado con las provincias de Córdoba donde se crio y Catamarca, donde vivió de adulto. Está considerado como uno de los precursores del boom del folklore argentino producido a partir de la década de 1950. Es autor de canciones que integran el cancionero folklórico tradicional como la célebre zamba "Paisaje de Catamarca". Escribió 77 canciones registradas y un total de unas 350. Murió en 1969 durante el acto de celebración de sus 50 años con la música, en el momento que presentaba su álbum Bodas de oro con la música popular Argentina y su libro De este lado del recuerdo.

## Biografía
Nacido en Buenos Aires y criado en Córdoba desde los 2 años, se radicó en Catamarca, provincia con cuya cultura ha quedado identificado. 
En 1947 regresa a su Buenos Aires natal y el 2 de noviembre de 1950 registró la célebre zamba "Paisaje de Catamarca", en la casa Ediciones Musicales Tierra Linda, su canción más conocida. 

Desde la Cuesta del Portezuelo
mirando abajo parece un sueño,
un pueblito allá, otro más allá
y un camino largo que baja y se pierde.
Polo Gimenez

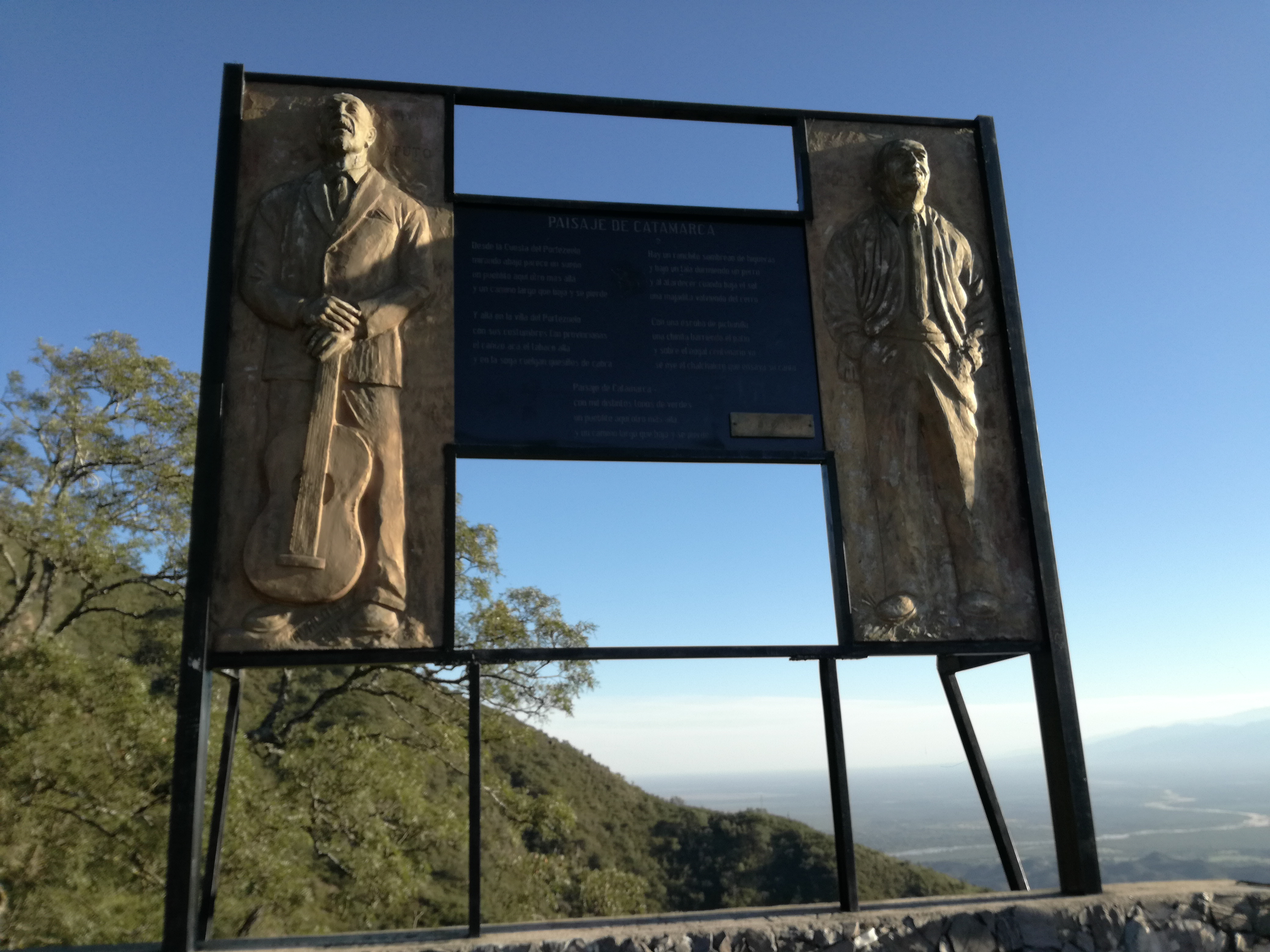
Monumento a la zamba "Paisaje de Catamarca", en la Cuesta del Portezuelo.

En la segunda mitad de la década de 1950 formó el conjunto Los Musiqueros del Tiempo de Ñaupa, con el Payo Solá (bandoneón), Atuto Mercau Soria (guitarra) y él mismo (piano), con las voces de Pepe Consoli y Abel Figueroa este último también en guitarra.
Polo Giménez falleció en los brazos de su hijo, el 26 de noviembre de 1969, en el local que Margarita Palacios tenía en Camacuá 267, conocido como la Embajada de Catamarca en Buenos Aires, durante el acto de celebración de sus 50 años con la música, en el momento que presentaba su álbum Bodas de oro con la música popular Argentina y su libro De este lado del recuerdo.
Es autor de canciones que integran el cancionero folklórico tradicional como la célebre "Paisaje de Catamarca" y otras como "Del tiempo i’ mama", "Al dejar mis montañas", "Pinceladas del pago", "Vaya pa’ que sepa", "Volvamos pa’ Catamarca", "Zambita del Misachico", "Cantale chango a mi tierra", "Córdoba linda", "Viejo corazón", "Según me brotan las coplas", etc.

### Para oír
- "Paisaje de Catamarca", por Horacio Guaraní. El video muestra la bajada de la Cuesta del Portezuelo y diversas imágenes de Catamarca, YouTube.

- Datos: Q6081955